# Relations entre la Chine et la Corée du Nord
Les relations entre la Chine et la Corée du Nord sont des relations internationales s'exerçant entre deux États d'Asie, la république populaire de Chine et la république populaire démocratique de Corée. Les deux pays ont des relations historiques très étroites, notamment lors de la guerre de Corée (1950-1953), pendant laquelle la Chine, aux côtés de l'URSS, fournit une aide militaire (envoi de 500 000 soldats) à son allié communiste nord-coréen. 
À partir de la guerre de Corée, une relation d'interdépendance asymétrique se crée, dans laquelle la Chine permet la survie économique et politique de la Corée du Nord, tandis que la Corée du Nord représente un territoire stable dans la région pour la Chine.

## Histoire contemporaine
Des relations personnelles entre communistes des deux pays existent, créées depuis la résistance en Corée (guérilla) et développées durant la guerre de Corée.
Il existe une dose de condescendance des Chinois à l'égard des Coréens qui laisse apparaître une méfiance réciproque, derrière la déclaration officielle d'« indéfectible amitié ».

### Période avant la constitution des états communistes
Les Chinois, lors de l'occupation de la Corée du Nord par les Soviétiques, perdirent de l'influence, malgré la présence de la faction Yan'an (pro-chinoise) dans le parti du travail. La frontière entre la Corée du Nord et la Chine fut fermée jusqu'en 1949.
Durant cette période de nombreux Sino-Coréens bloqués en Chine participèrent à la fin de la guerre de libération chinoise. En retour, la Chine aida la Corée du Nord à constituer l´APC.
Lors de la création des États communistes en 1948 et 1949, des relations diplomatiques furent très rapidement établies (6 jours après l´établissement de la RPC), une grande ambassade nord-coréenne en Chine fut implantée à Pékin dans le quartier de Chaoyang.

### Guerre de Corée
La période de la guerre de Corée permit à la Chine d'accroître son influence.

### Émancipation de la Corée du Nord vis-à-vis de la Chine
Dans une stratégie d´affranchissement de l´influence des factions prochinoises et prosoviétiques dans le Parti du Travail, Kim Il-Sung a élevé l'indépendance nationale au rang de doctrine d'État. Il a aussi cherché à réduire la contribution historique de la Chine dans la guerre de Corée.

### Traité d'amitié, de coopération et d'assistance mutuelle sino-nord-coréen
Ce traité est signé le 11 juillet 1961 à Pékin, par Zhou Enlai et Kim Il-Sung, un mois après la signature d'un traité similaire entre la RPDC et l´URSS. Ce traité est entré en vigueur le 10 septembre 1961. Il prévoit une coopération pacifique entre les deux protagonistes concernant la culture, l'économie, la technologie, et d'autres domaines. L'article 2 précise que si l'un des deux pays est attaqué par une nation ou une coalition, l'autre doit prendre toutes les mesures nécessaires pour s'y opposer. Ils doivent ainsi se porter immédiatement assistance. Ce traité se renouvelle automatiquement tous les 20 ans. Le dernier renouvellement date de 2021. 
Jusqu'ici, une partie des militaires chinois était plus particulièrement favorable au régime nord-coréen. En effet, Pékin rejetait alors un scénario de réunification de la Corée qui aurait permis aux troupes américaines stationnées jusqu'alors au sud de la péninsule coréenne, de pouvoir se déployer à sa frontière nord-est, le long d'une des régions les plus industrialisées du pays, la Mandchourie.
Cependant, la multiplication des provocations belliqueuses des dirigeants nord-coréens semble exaspérer leurs homologues chinois, d'autant plus que ceux-ci ne parviennent pas à contrôler les ardeurs de leur encombrant voisin. Depuis quelques années, un débat agite les milieux militaires et intellectuels de Pékin à propos du soutien apporté à la Corée du Nord. Une partie même du leadership chinois se résoudrait finalement à la disparition du régime de Pyongyang et à la réunification de la péninsule, sous les auspices de Séoul. L'une des conditions qui rendrait acceptable ce processus par la Chine, serait que les troupes américaines basées en Corée du Sud ne dépassent pas la zone démilitarisée fixée par l’armistice de Panmunjeom en 1953, l'administration américaine étant semble-t-il favorable à cette solution.

Même si la Chine est le premier partenaire économique de la Corée du Nord (Pékin fournit à Pyongyang  90 % de ses approvisionnements énergétiques (fer, acier...), 80 % de ses produits manufacturés (véhicules, outils de production) et 45 % de ses besoins alimentaires), celle-ci ne semble avoir, en retour, aucune influence sur la politique nord-coréenne. Selon les douanes chinoises, le volume des échanges déclarés avec la Corée du Nord représente seulement 0,1 % du commerce extérieur de la Chine (une baisse de ces échanges a été d'ailleurs enregistrée au premier trimestre 2013, soit 7,2 % de moins sur un an), alors que le volume du commerce entre la Chine et la Corée du Sud est en comparaison cinquante fois plus important.
Toutefois, la Chine exprime depuis les années 1990 sa préoccupation croissante vis-à-vis du programme nucléaire nord-coréen, le naufrage d'une corvette sud-coréenne et le bombardement de Yeonpyeong. Le gouvernement chinois s'est par ailleurs montré favorable à des sanctions de l'ONU contre la Corée du Nord, tout en appelant à la retenue dans les relations inter-Corées. L'alliance politique avec Pyongyang se fonde sur le Traité d'amitié, de coopération et d'assistance mutuelle signé entre les deux pays en 1961.
Depuis 1993, la Chine a voté en faveur de chacune (sauf l'une d'elles où elle s'est abstenue, en 1993) des 12 résolutions du Conseil de sécurité des nations unies sur le durcissement des sanctions contre la Corée du Nord. L'influence politique dont dispose la Chine sur la Corée du Nord est considérée comme insignifiante ; pour l'universitaire Shi Yninong, « sous la pression américaine, la Chine a multiplié tant et plus de concessions... au point de perdre presque toute marge de manœuvre politique ». Au sujet des positions respectives des États-Unis et de la Chine sur le nucléaire coréen, le quotidien chinois Global Times estime que « La Chine et les États-Unis s'accordent sur la dénucléarisation de la péninsule mais divergent sur la façon d'atteindre cet objectif. Washington croit que la crise peut être résolue en imposant toujours plus de sanctions économiques [...] Pékin pense que cela ne pourra se faire que par des discussions ».
Le 15 mai 2013, la China Construction Bank, la Banque agricole de Chine ainsi que la Banque industrielle et commerciale de Chine cessent toute transaction avec la Corée du Nord en raison de la poursuite par celle-ci de son programme nucléaire. Il s'agit de la mesure la plus ferme prise par le gouvernement chinois contre son allié nord-coréen. Dans la province chinoise du Liaoning, le conglomérat Liaoning Hongxiang Industrial, dirigé par Ma Xiaohong, une cadre du Parti communiste chinois, est soupçonné, par l'administration américaine, d'aider la Corée du Nord dans son programme nucléaire.
En 2017, les chefs d’États Chinois Xi Jinping (au pouvoir depuis 2013) et Nord-coréen Kim Jong-un (au pouvoir depuis 2011) ne se sont encore jamais rencontrés, mais c'est en 2018 lors de plusieurs réunions bilatérales que Xi Jinping et Kim Jong-un se sont rencontrés.

## Relations économiques
| Année                                  | 1995    | 1996    | 1997    | 1998    | 1999    | 2000    | 2001    | 2002    | 2003      | 2004      | 2005      | 2006      | 2007      | 2008      | 2009      |
| Volume des échanges (en millions de $) | 549,646 | 565,652 | 656,021 | 407,750 | 370,356 | 488,053 | 737,457 | 738,172 | 1 023,541 | 1 376,718 | 1 581,234 | 1 699,604 | 1 973,974 | 2 787,278 | 2 680,767 |